# كتاب الإيقان
كتاب الإيقان هو الكتاب ذو الأهمية الثانية للبهائيين من بعد الكتاب الأقدس وكان بصيغة اجوبة قدمها بهاء الله على اسئلة عرضها أحد اخوال الباب تساءل فيها عن طبيعة ودلائل دعوة ابن اخته (الباب). ومن ضمن مافيه من مواضيع عديدة عرض لما جابه الانبياء والرسل عبر الزمان من معارضة ومقاساة وأسباب ذلك الاعتراض وتلك المعاناة.

## تعريف بهذا الكتاب
وجّه بهاء الله خطابه في هذا الكتاب إلى الحاج السّيّد محمّد الخال الأكبر للباب (المؤسس للدیانة البابیة) وذلك ردًا على الأسئلة الّتي رفعها الخال المذكور إلیه  وصدر في جوابه الرّسالة المعروفة برسالة الخال والتي عرفت فيما بعد باسم كتاب الإيقان"(1). وأوفى تعريف لكتاب الإيقان صدر من شوقي أفندي ربّاني في كتابه "القرن البديع" ما مضمونه:
ومن أبرز الكتب الّتي نزلت من بهاءالله  كتاب «الإيقان» الّذي نزّل في السّنوات الأخيرة من هذه الفترة (1278ه. = 1862م.) في فترة يومين وليلتين لا أكثر! تحقيقًا لنبوءة الباب الّذي نصّ على أنَّ الموعود سوف يتمّ نصّ البيان الفارسيّ الّذي لم يكمل، وأجابة عن الأسئلة الّتي وجّهها إلى بهاءالله الحاج ميرزا سيّد محمّد (وهو خال الباب ولم يكن قد آمن بعد) أثناء زيارته لكربلاء مع أخيه الحاج ميرزا حسن علي. وهذا الكتاب يحتلّ منزلة لا تدانيها منزلة أيّ كتاب آخر من مجموعة الآداب البهائيّة باستثناء الكتاب الأقدس الذي هو أهم كتب بهاءالله...

في حدود مائتي صفحة يعلن الكتاب إعلانًا لا لبس فيه ولا غموض وجود إله واحد غيب منيع لا يدرك ولا يُحَدّ ولا يشار إليه، مصدر كلّ وحي وإلهام، أبديّ أزليّ، عليم قدير محيط، وينبّه على أنَّ الحقيقة الدّينيّة حقيقة نسبيّة وأنّ الوحي الإلهيّ مستمرّ، ويؤكّد وحدة الأنبياء وشمول رسالتهم واتّفاق تعاليمهم الأساسيّة وصحّة كتبهم المنزلة المقدّسة، ويبيّن طبيعة مقامهم المزدوج، ويندّد بعمى العلماء وضلالهم في كلّ عصر فهم علّة الإعراض والاعتراض، ويوضح آيات الإنجيل المرموزة، ومتشابهات القرآن الكريم وغوامض الأحاديث الشّريفة، تلك الّتي غذّى رمزها وتشابهها وغموضها الشّكوك والضّلالات والحزازات والعداوات المزمنة الّتي شطرت أتباع ديانات العالم العظمى فرقًا ومزّقتهم شيعًا وأحزابًا، ويعدّد المطالب الجوهريّة الّتي لا غنى عنها لكلّ باحث مخلص وراء هدفه ومطلبه، ويظهر صحّة الظّهور البابيّ ودلالته، ويثني على بطولة أصحابه وانقطاعهم، ويعلن ايمانه بطهارة السّيّدة مريم العذراء وبراءتها...، ويكشف عن أسرار مصطلحات مثل «الرّجعة» و«البعث» و«خاتم النّبيّين» و«يوم القيامة». ويعرض المراحل الثّلاث للظّهورات الإلهيّة ويميّز بينها، ويسهب القول بعبارات مشرقة في ذكر مفاخر ومحامد «مدينة الله» الّتي يجدّدها، على فترات مقدّرة، ظهور العناية الرّبّانيّة لهداية الجنس البشريّ وخلاصه وتأمين منفعته ومصالحه.